# Ayuka Kamoda
Ayuka Kamoda (* 18. Februar 2001 in Nayoro, Hokkaidō) ist eine japanische Skispringerin.

## Werdegang
Ayuka Kamoda, die in Shibetsu lebt und dem Blaze Ski Team angehört, startete erstmals Anfang März 2017 im Rahmen zweier FIS-Wettbewerbe in Sapporo auf internationaler Ebene, bevor sie am 1. und 2. Juli 2017 in Villach  im FIS Cup debütierte, wo sie Platz 14 und 19 erreichte; seitdem folgten weitere FIS-Cup-Starts. Einen Monat später erfolgte am 18. und 19. August 2017 in Oberwiesenthal ihr Debüt im Continental Cup, wo sie die Plätze acht und 21 belegte und damit zugleich auch direkt ihre ersten Continental-Cup-Punkte erreichte.
Am 12. Januar 2018 gelang Kamoda in Sapporo bei ihrem ersten Start die Qualifikation für ein Weltcupspringen. Einen Tag später gab sie so ihr Debüt im Skisprung-Weltcup und erreichte Platz 36, womit sie Finaldurchgang verpasste. Anfang Februar 2018 belegte Kamoda bei den Nordischen Junioren-Skiweltmeisterschaften 2018 im Schweizerischen Kandersteg im Einzelwettbewerb den 28. Platz und im Mannschaftswettbewerb zusammen mit Shihori Ōi, Ren Mikase und Nozomi Maruyama den sechsten Platz. Am 9. September 2018 startete sie schließlich in Tschaikowski erstmals im Sommer-Grand-Prix 2018 und belegte hier den 27. Platz.
Bei den Nordischen Junioren-Skiweltmeisterschaften 2020 in Oberwiesenthal sprang Kamoda auf den 38. Platz im Einzel und erreichte mit der Mannschaft die Plätze acht und neun in den beiden Teamwettbewerben. Nach einem Winter ohne weitere internationale Starts gehörte Kamoda bei den Nordischen Junioren-Skiweltmeisterschaften 2021 in Lahti erneut zum Kader. Nach Platz 34 im Einzel von der Normalschanze verpasste Kamoda mit der Mannschaft im Teamspringen als Vierte nur knapp eine Medaille.
Nachdem Kamoda in der Folge nicht der Sprung in den Nationalkader gelang, startete sie lediglich jährlich bei internationalen FIS-Springen in Sapporo.

## Statistik

### Grand-Prix-Platzierungen
| Saison | Platz | Punkte |
| ------ | ----- | ------ |
| 2018   | 46.   | 004    |

### Continental-Cup-Platzierungen
| Saison  | Platz | Punkte |
| ------- | ----- | ------ |
| 2017/18 | 46.   | 042    |